# Будков, Юрий Алексеевич
Юрий Алексеевич Будков — российский физик-теоретик и физикохимик, доктор физико-математических наук, кандидат химических наук, специалист в области статистической физики молекулярных жидкостей и растворов.

## Биография
Родился 24 февраля 1987 года в городе Иваново. В 2010 году окончил Государственный университет «Дубна» по специальности «Физика». В 2013 году в Институте химии растворов РАН (ИХР РАН) защитил кандидатскую диссертацию по физической химии, а в 2019 году в Московском институте электроники и математики (МИЭМ) НИУ ВШЭ — докторскую диссертацию по физике конденсированного состояния карточка ВАК. ВАК РФ.
С 2020 года является профессором Департамента прикладной математики МИЭМ НИУ ВШЭ, а с 2022 года - ведущим научным сотрудником Лаборатории вычислительной физики НИУ ВШЭ. С 2019 года является (по совместительству) заведующим научно-исследовательским отделом ИХР РАН, реализующим тему государственного задания «Мультимасштабное моделирования молекулярных жидкостей и растворов». C 2024 года он присоединился к Лаборатории физической химии модифицированных поверхностей Института физической химии и электрохимии им. А. Н. Фрумкина РАН в качестве ведущего научного сотрудника. Руководил проектами, финансируемыми РНФ карточка проекта. РНФ. карточка проекта. РНФ.
Является обладателем гранта Президента РФ для молодых ученых — докторов наук (2021—2022)ссылка. ИЗВЕСТНО.РУ.

## Научная деятельность
Автор и соавтор двух монографий и статей по статистической физике молекулярных жидкостей и растворов. Совместно с учениками развил метод функционального интегрирования применительно к описанию жидкофазных ионных и ион-молекулярных растворов в объёме и на границах раздела фаз. Развил теоретико-полевой подход, позволивший из первых принципов статистической физики выводить модифицированные уравнения Пуассона-Больцмана с учётом молекулярной специфики ионов и молекул растворителя. Вместе с коллегами развил метод получения тензоров напряжений в пространственно-неоднородных растворах из термодинамического потенциала с помощью теоремы Нётер (термомеханический подход).
Разработал статистическую теорию поля для описания термодинамики ион-молекулярных растворов, учитывающую внутреннюю электрическую структуру молекул растворителя, позволяющую из первых принципов статистической физики вычислить диэлектрическую функцию, предсказанную ранее в рамках нелокальной электростатики Алексеем Корнышевым . Предложенная теория активно применяется для моделирования термодинамического поведения реальных ион-молекулярных систем, таких как ионные жидкости и растворы полиэлектролитов .
Совместно с соавторами  теоретически объяснил природу сателлитного максимума на зависимости дифференциальной электрической ёмкости двойного электрического слоя, возникающего на границе смеси "ионная жидкость-вода" и заряженного электрода, от приложенного электрического напряжения. 
Совместно с коллегами дал теоретическое описание эффекта электрострикционной деформации некоторых металлоорганических каркасов , который позднее использовали для контроля адсорбции газов на цеолитах изменением напряжённости внешнего поля .
Разработал с коллегами теорию фазового расслоения жидкость-жидкость в растворах сильных полиэлектролитов, индуцированного электростатическими взаимодействиями.